# Jamie Drew
Pour les articles homonymes, voir Drew.
Jamie Drew, né le 12 juillet 1973 à Blackburn, est un ancien coureur cycliste australien, professionnel de 1999 à 2003.

## Palmarès
- 1994
  - 7e étape de la Commonwealth Bank Classic
- 1995
  - Tour de Sedaví :
    - Classement général
    - 2e étape
- 1996
  - 5e étape du Tour de Tasmanie
- 1997
  - Grafton to Inverell Classic
  - 2ea étape du Herald Sun Tour
  - 2e du championnat d'Australie du contre-la-montre
- 1998
  - Giro delle Due Province
- 1999
  - Melbourne to Sorrento Classic (avec Stuart O'Grady)
  - Grafton to Inverell Classic
  - Melbourne to Warrnambool Classic
  - 3e du championnat d'Australie sur route
- 2000
  -  Champion d'Australie sur route
  - Sea Otter Classic :
    - Classement général
    - 3e étape

  - Melbourne to Sorrento Classic
  - Mi-août bretonne
  - 2e étape du Tour de Langkawi
  - 11e étape du Herald Sun Tour
  - 3e du Prix Xavier Louarn
- 2001
  - 2e de la Valley of the Sun Stage Race
- 2002
  - Melbourne to Warrnambool Classic
- 2003
  - 4e étape du Herald Sun Tour
  - 2e de la Melbourne to Warrnambool Classic